# Anorexorcist
«Anorexorcist» es una canción de la banda estadounidense de grunge Nirvana. La canción algunas veces ha sido llamada como "Seaside Suicide" o "Suicide Samurai" en bootlegs. Fue una de las primeras canciones escritas por el cantante de Nirvana, Kurt Cobain.

## Historia
Originalmente escrita en el otoño boreal de 1985, fue grabada por primera vez en el demo de Fecal Matter, Illiteracy Will Prevail, como parte de otra canción. Esta canción (de Fecal Matter), presenta muchas partes usadas después en "Anorexorcist" y la canción resultante es diferente con ocho minutos de duración.
Después de formar una banda con el bajista Krist Novoselic y el baterista Aaron Burckhard a finales de 1986, la banda tocó la canción en mayo de 1987(entonces llamados "Skid Row") en la radio KAOS FM de Olympia, Wa, en una combinación de dos shows en la medianoche llamados: "Out Of Order" y "Toy Train Crash Backside Bone Beefcake". Esta versión fue grabada y ampliamente pirateada en los noventa en los círculos de intercambio, pero esta fue oficialmente realizada en el boxset de 2004, With the Lights Out.

## Versiones en vivo
No se sabe en cuantos conciertos fue tocada; se estima que fue tocada en 1987 y probablemente solo hasta inicios de 1988; la siguiente lista indica los conciertos que se conoce que fue tocada en vivo:
- 6 de mayo de 1987 en la Radio KAOS FM, de Olympia, WA, Estados Unidos.[1]
- 23 de enero de 1988 en el Community World Theater, de Tacoma, WA, Estados Unidos.[2]